# Synthetisches Öl

Gegenüberstellung von Motorölen: Syntheseöl, Synthetiköl und Mineralöl (v. l. n. r.)

Der Begriff synthetisches Öl ist international nicht einheitlich definiert. Je nach Gesetzeslage des Landes, in dem ein Öl vertrieben wird, können die Bezeichnungen für das gleiche Öl unterschiedlich ausfallen. Die SAE International beschreibt den Namenszusatz „synthetisch“ für gebrauchsfertige Öle als generell akzeptabel, sofern sorgfältig ausgewählte Grundöle zur Herstellung verwendet wurden und hohe Leistungen vom Endprodukt erbracht werden. In Deutschland darf ein Motoröl nur dann als „synthetisch“ bezeichnet werden, wenn es ausschließlich mit Ölen der Grundölklasse IV und höher, plus Additiven hergestellt wurde. Daher ist es schwierig eine Abgrenzung zu treffen, was ein synthetisches Öl ist, weil die Definitionen international variieren.
Allgemein lässt sich sagen: Hochwertige gebrauchsfertige Öle auf Basis von hochwertigen Grundölen bieten viele Vorteile gegenüber konventionellen Ölen. Dazu gehören zum Beispiel verbesserte Kaltstarteigenschaften und höherer Verschleißschutz von Maschinen, Anlagen und Motoren.

## Namenskonvention

Mobil 1 ESP 0W-40: In Kanada „advanced synthetic engine oil“ (dt.: fortschrittliches synthetisches Motoröl), in Deutschland „Hochleistungsmotorenöl“

Der Verbraucher spricht im Zusammenhang von synthetischen Ölen meist von Motorölen für Personenkraftwagen mit Verbrennungsmotor. Folglich gebrauchsfertige Öle für den Verbraucher die vom Ölhersteller aus verschiedenen Grundölen und Additiven angemischt wurden. Ein weiteres großes Anwendungsfeld für Schmierstoffe ist die Industrie, wie den Statistiken des Verband Schmierstoffindustrie e. V. zu entnehmen ist. Darunter fallen unter anderem auch gebrauchsfertige Industriegetriebeöle, Hydrauliköle, Turbinenöle und Maschinenöle zum Beispiel für Papiermaschinen.
Der Begriff des „synthetischen“ oder „vollsynthetischen“ Motoröls ist international umstritten, in Deutschland jedoch durch mehrere Gerichtsurteile klar definiert. Gemäß dieser Urteile dürfen in Deutschland nur solche Motoröle als „synthetisch“ bezeichnet werden, die vollständig aus polyalphaolefinischen oder Dicarbonsäureestergrundölen plus Additiven bestehen. Einige gebrauchsfertige Öle können daher in Deutschland nicht als synthetisch bezeichnet werden, obwohl sie Polyalphaolefine der Grundölgruppe IV enthalten und überragende Leistungen liefern. Deshalb verwenden Ölhersteller in diesen Fällen Begriffe wie Hochleistungsmotorenöl oder Premium Motorenöl für Motoröle die Andernorts als synthetisch vertrieben werden dürfen. Ähnlich verhält es sich bei Industrieölen wie zum Beispiel Getriebeölen, Papiermaschinenölen, Hydraulikölen oder Turbinenölen.
Da Motoröle in der Regel aus Mischungen von unterschiedlichen Grundölen und deren Klassen bestehen um Herstellervorgaben erreichen zu können und die Rechtslage international unterschiedlich ist, kommt es zu verwirrenden Situationen. So kann es sein, dass ein und dasselbe Motoröl in einem Land als „synthetic“ (dt.: synthetisch) bezeichnet wird, während es in Deutschland als „Hochleistungsmotorenöl“ verkauft wird. Siehe Abbildung.
Ein wesentlicher Grund, warum selten rein synthetische gebrauchsfertige Öle vorkommen, ist, dass Additive schlecht in Polyalphaolefinen löslich sind und sich ggf. aus dem Schmierstoffgemisch austragen. Daher ist ein gewisser Anteil von Gruppe-I-, -II- oder -III-Grundölen in Motorölen technisch oft erforderlich und sinnvoll.
Die Verbrauchererwartung an synthetische oder vollsynthetische Motoröle bezieht sich oftmals auf die überragende Leistung des Öls im Vergleich zu Standardölen. Die genaue Formulierung des gebrauchsfertigen Öls und die rechtlichen Hintergründe sind dem Verbraucher zumeist unbekannt. Moderne Schmierstoffe mit Anteilen von mineralischen und hochwertigen Grundölen erreichen jedoch teilweise bereits herausragende Leistungsniveaus. Daher wird im Folgenden der Begriff „synthetische“ Schmierstoffe oder Öle eher allgemein auf gebrauchsfertige Öle mit herausragendem Leistungsniveau angewendet. Dies geschieht in Anlehnung an die Definition der SAE:
Die SAE definiert in der Norm J357 die chemischen und physikalischen Eigenschaften von Motorölen. In der Vergangenheit wurde dort der Begriff synthetisch für Grundöle und gebrauchsfertige Motoröle definiert. In neueren Versionen der Norm werden nur noch die unterschiedlichen Grundöle in Bezug auf ihre chemische Zusammensetzung beschrieben.
Das Standardwerk „Automotive Lubricants Reference Book“ der SAE merkt an, dass es um den Begriff „synthetisch“ Kontroversen gibt. Dies ergibt sich daraus, dass der Begriff „synthetisch“ im Marketing für Schmierstoffe als signifikant erachtet wird. Es sei weiter unmöglich eine präzise Definition für synthetische Grundöle zu erstellen. Es sei daher generell akzeptabel Öle mit dem Marketingbegriff „synthetisch“ zu versehen, wenn sie hohe Leistung erbringen und die Grundöle aus unterschiedlichen Quellen vernünftig ausgewählt wurden.

## Geschichte von synthetischen Schmierstoffen
Die Geschichte von synthetischen Kohlenwasserstoffen reicht bis in die Anfänge des 20. Jahrhunderts zurück. Die BASF meldete im Jahr 1913 ein Patent an, das die Produktion von gesättigten und ungesättigten aliphatischen Kohlenwasserstoffen mittels Hydrierung von Kohlenstoffmonoxid bei einem Druck von etwa 100 bar und Temperaturen von 400 °C unter Verwendung von Nickel-, Cobalt-, Zink- und weiteren Metallen oder deren Oxiden als Katalysatoren beschrieb. Dieses Patent markiert unter anderem den Beginn der Fertigung von synthetischen Kohlenwasserstoffen. Siehe dazu auch: Fischer-Tropsch-Synthese.
Im Jahre 1925 entwickelnde die Socony-Vacuum Oil eines der frühesten vakuumraffinierten Dieselmotorenölen unter dem Markennamen Delvac, was für Diesel Engine Lubricant and Vacuum (refined) steht. Deutsch: Vakuumraffiniertes Dieselmotorenöl. Etwa zur gleichen Zeit wurden ähnliche Öle in Dzieditz hergestellt. In einer der beiden Raffinerien in Dzieditz wurden unter der Unternehmensleitung von John D. Rockefeller vakuumraffinierte Öle hergestellt. Diese Öle wurden unter dem Namen DTE-Oil für Dzieditz Treated Engine Oil vertrieben. Diese Art der Raffination ist keine Herstellung von synthetischen Grundölen, stellt jedoch einen wichtigen Schritt zur Herstellung von hochwertigen Grundölen dar.
Erst Jahrzehnte später wurde der nächste Technologiesprung vollzogen. Die damalige Mobil Oil stellte 1973 mit Mobil SHC das erste weltweit verfügbare, synthetische Motoröl vor.> Moderne synthetische Kohlenwasserstoffe werden auch mit Hilfe des GtL-Verfahrens hergestellt, welches heute vorwiegend von der Royal Dutch Shell verwendet wird. Mittels des Gtl-Verfahrens lassen sich neben Kraftstoffen auch hochwertige Grundöle der Gruppe III herstellen.

## Herstellung von synthetischen Schmierstoffen
Sogenannte synthetische Schmierstoffe unterscheiden sich von mineralischen Schmierstoffen vor allem hinsichtlich des Herstellungsprozesses sowie der physikalischen und chemischen Eigenschaften. Zur Herstellung von hochwertigen, gebrauchsfertigen Ölen werden unterschiedliche Grundöle eingesetzt, die sich in Qualität und Preis unterscheiden. Zur Herstellung der Grundöle müssen die Rohstoffe verschiedene Verarbeitungsschritte durchlaufen. Während Grundöle der Gruppen I und II in der Regel durch Vakuumdestillation hergestellt werden, müssen höherwertige Grundöle deutlich mehr Verarbeitungsschritte durchlaufen, um die gewünschte Qualität zu erreichen. Dazu gehört zum Beispiel das Entwachsen, Entschwefeln und das Hydrocracken. Ein gebrauchsfertiges Öl wird stets aus mehreren Komponenten gemischt. Dabei handelt es sich bei Motorölen um ca. 75–80% Grundöle von durchaus unterschiedlicher Art und Qualität, sowie 20–25% an Additiven. Turbinenöle weisen in der Regel einen Grundölegehalt von ca. 95 % auf und nur 5 % besteht aus Additiven. Der Vorgang des Mischens von Grundölen und Additiven zu einem gebrauchsfertigen Öl wird im anglophonen Raum, wie auch im Rest der Schmierstoffindustrie häufig als „blending“ (dt.: mischen) bezeichnet. Bei hochwertigen gebrauchsfertigen Ölen kommen hierbei auch hochwertige, moderne Grundöle zum Einsatz. Ebenso verhält es sich bei den verwendeten Grundölen von Schmierfetten, wovon die Verdickertechnologie des Fettes unabhängig ist.

## Vorteile von synthetischen Schmierstoffen

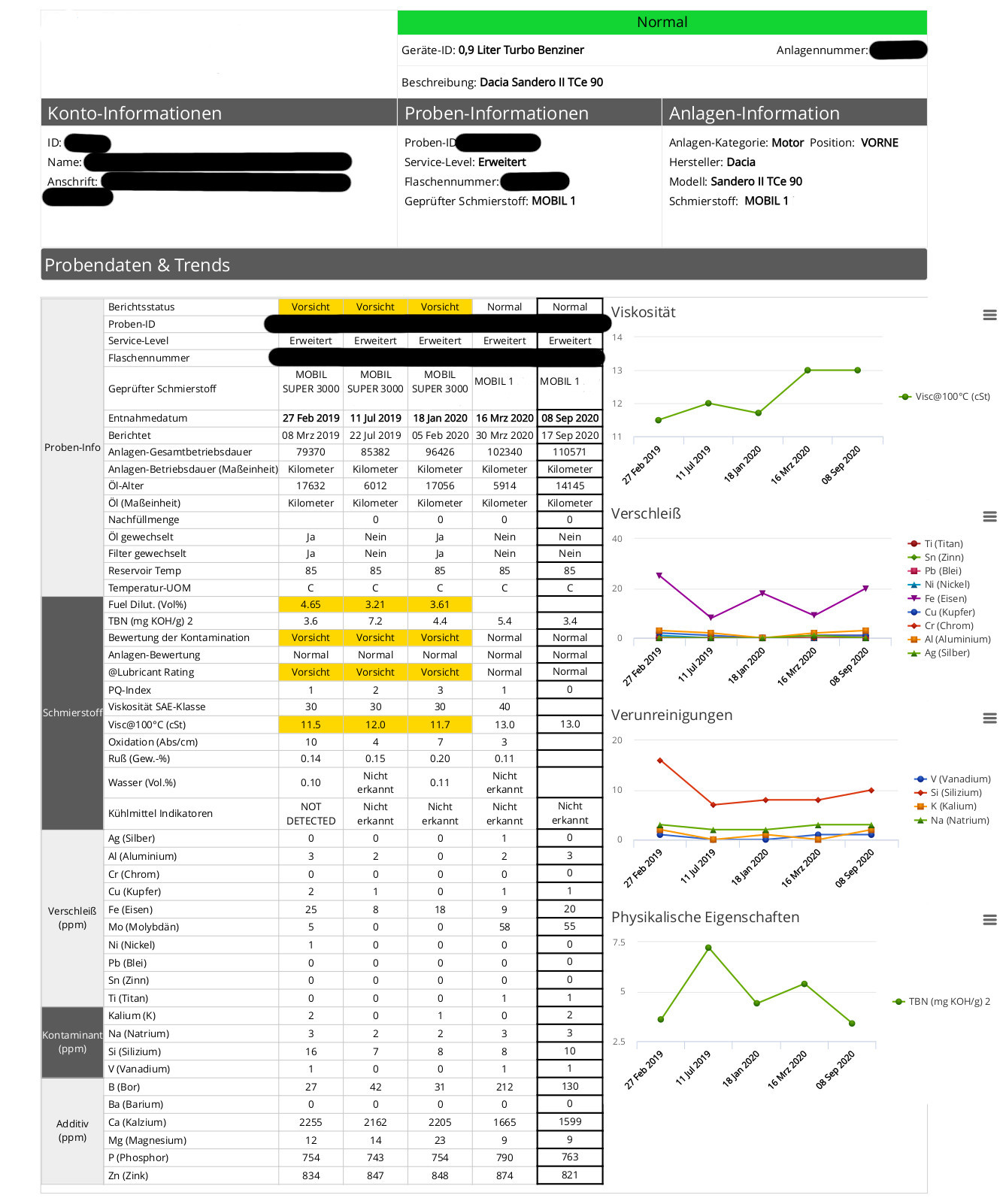
Vergleich von zwei Motorölen unterschiedlicher Qualitätsniveaus im selben Fahrzeug

Vorteile moderner Grundöle auf Basis von Polyalphaolefinen (PAO) liegen vor allem in geringerem Ölverbrauch durch weniger Verdampfungsverluste, in verbesserten Kaltstarteigenschaften durch besseren Ölfluss bei niedrigen Temperaturen, besserer Energieeffizienz und Kosteneffizienz, wenn die PAO-Grundöle mit mineralischen Grundölen gemischt werden. Ebenso wird der hohe Viskositätsindex zum besseren Schutz des Motors in allen Temperaturbereichen genannt. Hinzu kommt eine bessere thermische Stabilität und Resistenz gegen Oxidation. Des Weiteren wird das Potential zu einem verbesserten mechanischen Wirkungsgrad des Motors und gute Filtrierbarkeit der Öle genannt. Ebenso können Ölwechselintervalle sicherer erreicht werden, ohne dabei Grenzwerte für Gebrauchtöl des Motorenherstellers zu über- oder zu unterschreiten.
Die nebenstehenden Ölanalysen zeigen, dass mit einem vom Fahrzeughersteller freigegebenen Öl der SAE-Klasse 40 bereits wenig Verschleiß und geringe Oxidation über die Ölwechselintervalle stattgefunden haben. Jedoch sinkt die Viskosität des Öls bereits nach wenigen tausend Kilometern vom vorgesehenen SAE 40 Bereich nach SAE 30 ab. Die Ursache hierfür könnte in der Verdünnung des Öls durch Benzin liegen. Nachdem der Motor bei 96426 km auf ein höherwertiges Öl umgestellt wurde, sind stets alle Werte im Normbereich. Das höherwertige Öl lässt sich nicht so leicht mit dem Benzin mischen, weshalb die Viskosität konstanter bleibt. Ebenso kann die Ursache in unterschiedlich scherstabilen Additiven zur Viskositätsverbesserung gesucht werden. Die Grundursache für den Viskositätsverlust lässt sich durch diesen Bericht allein nicht klären.

## Nachteile von synthetischen Schmierstoffen
Die Grundöle zur Herstellung von synthetischen Motorölen oder solchen mit hohem Anteil an synthetischen Grundölen sind im Vergleich mit mineralischen Grundölen teurer. Dieser Effekt wird durch längere Motorlebensdauer und längere Ölwechselintervalle jedoch gegebenenfalls überkompensiert.

## Verbreitete Vorurteile
Es existieren viele Vorurteile und Mythen über synthetische Motoröle. Ölhersteller versuchen über verschiedene Kanäle diesen Falschbehauptungen entgegenzutreten. Insbesondere Besitzer von älteren Fahrzeugen stehen modernen Ölen oft skeptisch gegenüber. Jedoch gibt es mittlerweile prominente Gegenbeispiele, wo moderne Hochleistungsöle in alten Fahrzeugen erfolgreich eingesetzt wurden.

### Mangelnde Dichtungsverträglichkeit
Alle Motoröle werden von Motorenherstellern intensiv geprüft, bevor eine Herstellerfreigabe erteilt wird. Wenn die Dichtungsverträglichkeit nicht gegeben ist, erhalten die Öle keine Herstellerzulassung. Sofern ältere Motoren bereits an Ölleckagen leiden, sollten diese vor der Umstellung auf das neue Öl beseitigt werden. Bezüglich der Dichtungsverträglichkeit wird dennoch teils geraten sich gegebenenfalls mit dem Schmierstoffhersteller in Kontakt zu setzen.

### Andere Ölfilter erforderlich
Für die Verwendung von Ölen mit Synthetikanteil sind keine besonderen Ölfilter erforderlich.

### Motorspülung erforderlich
Bei der Umstellung auf ein solches Öl sind in der Regel keine besonderen Vorkehrungen zu treffen. Andere Quellen raten teils dazu.

### Die Öle sind nicht mischbar
Grundsätzlich ist alles mischbar, was keine Phase bildet. Motoröle sind komplexe Stoffgebilde, lassen sich aber miteinander vermischen. Es kann jedoch ohne dezidierte Untersuchung nicht vorhergesagt werden, wie die Öle darauf reagieren. Es wird in Fachkreisen daher von der Verträglichkeit und nicht von der Mischbarkeit von Ölen gesprochen. In der Regel sind bei Mischungen von Motorölen keine schwerwiegenden Probleme zu befürchten. Jedoch können sich die unterschiedlichen Grundöle oder Additive gegenseitig negativ beeinflussen. Um den Vorteil von hochwertigen Ölen voll nutzen zu können, sollte eine Mischung mit konventionellen Ölen vermieden werden.